# Скороходько Антон Каленикович
Антон Каленикович Скороходько (* 13 березня 1883 — 1954) — вчений у галузі зоогігієни родом з Канева.
По закінченні Харківського ветеринарного інституту працював земським лікарем, у 1922 — 29 роках керівник катедри зоогігієни в Києївському Ветер.-зоотехн. Інституті (1924 — 26 його ректор), пізніше засланий на північ; з 1947 — про'ф. Київ. Ветер. Інституту. Праці з питань гігієни, догляду та утримання с.-г. тварин. Автор багатьох підручників, з них українською мовою «Основи заг. гігієни с.-г. тварин» (1947).